# Militaire Vrouwenafdeling
De Militaire Vrouwen Afdeling (afgekort MILVA) was van 1951 tot 1982 de vrouwenafdeling binnen de Koninklijke Landmacht van de Nederlandse krijgsmacht.

## Voorloper van de MILVA, het Vrouwen Hulpkorps

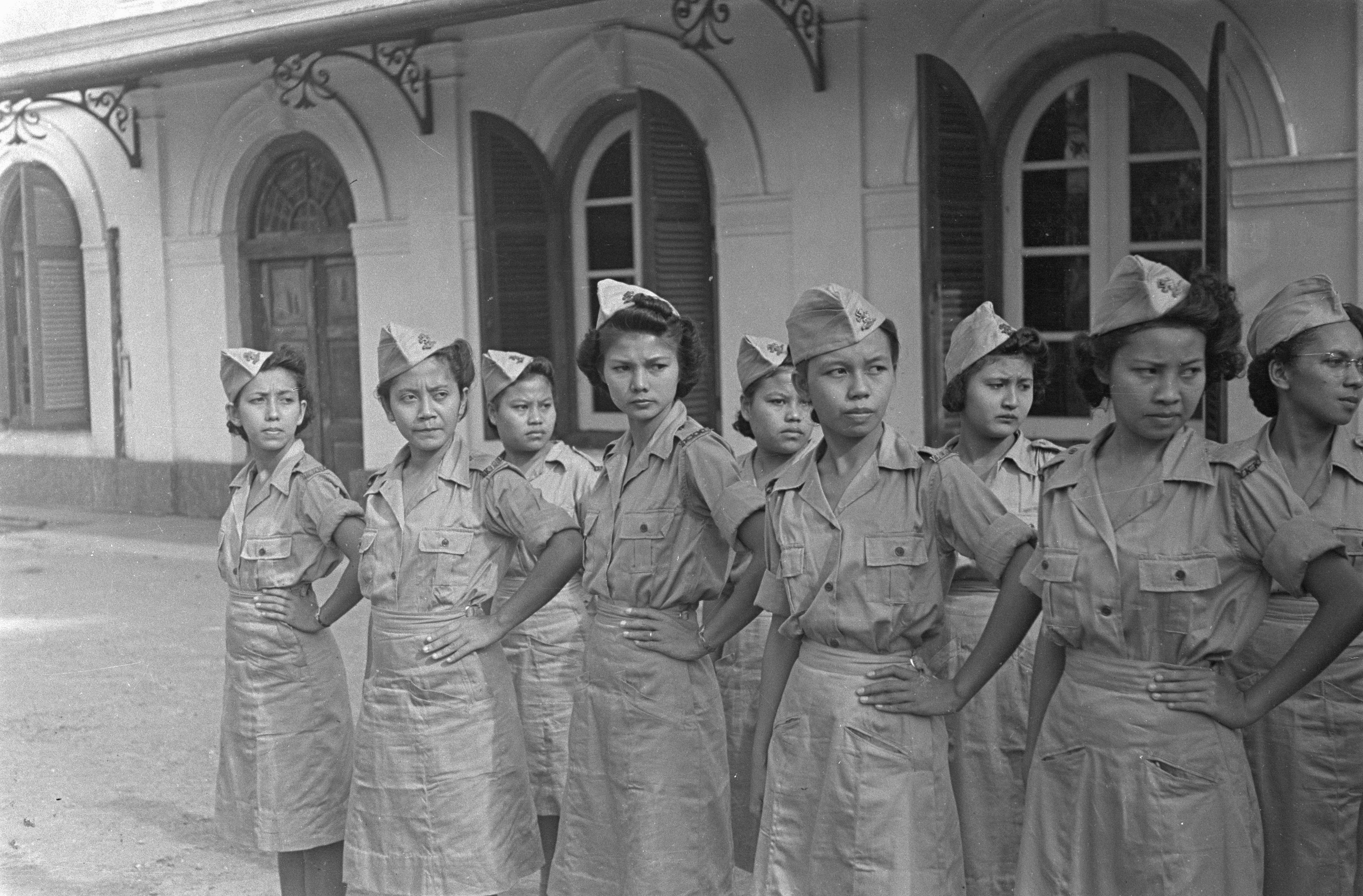
Leden van het Vrouwenkorps KNIL, januari 1947

Op 20 december 1943 gaf de Nederlandse minister van Oorlog, Van Lidth de Jeude, in Engeland de zogenaamde 'Hulpkorpsbeschikking' uit waarbij het eerste Nederlandse vrouwenkorps tot stand kwam dat de militaire status kreeg. Hiermee werd het mogelijk vrouwen in militair verband in te zetten. Het korps kreeg de naam (Vrijwillig) Vrouwen Hulpkorps (VHK) en maakte deel uit van de Koninklijke Landmacht (KL). De eerste verbandakte werd op 25 april 1944 getekend en daarom geldt deze datum officieel als de datum van intrede van de vrouw binnen de Koninklijke Landmacht. De eerste commandant van het VHK werd majoor C.E. Smit-Dyserinck.

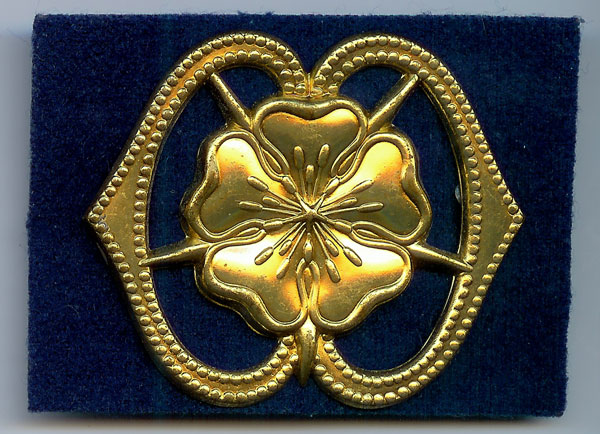
Baretembleem van de Militaire Vrouwenafdeling

Op 5 maart 1944 werd te Melbourne het Vrouwenkorps KNIL opgericht, een overeenkomstige vrouwenafdeling bij het KNIL. Dat was hiermee het eerste vrouwenkorps binnen het Koninkrijk der Nederlanden.
Na de Tweede Wereldoorlog werd een groot aantal leden van het VHK uitgezonden naar Egypte voor dienstverlening bij de repatriëring van Nederlandse families uit het voormalig Nederlands-Indië. Ook in het toenmalige Nederlands-Indië dienden vele vrouwen in de functiegebieden administratie, verbindingen, geneeskundige dienst etc. Tijdens de Koreaanse Oorlog werd een aantal verpleegkundigen onder de vlag van de Verenigde Naties uitgezonden naar Korea en Japan.

## Oprichting van de MILVA

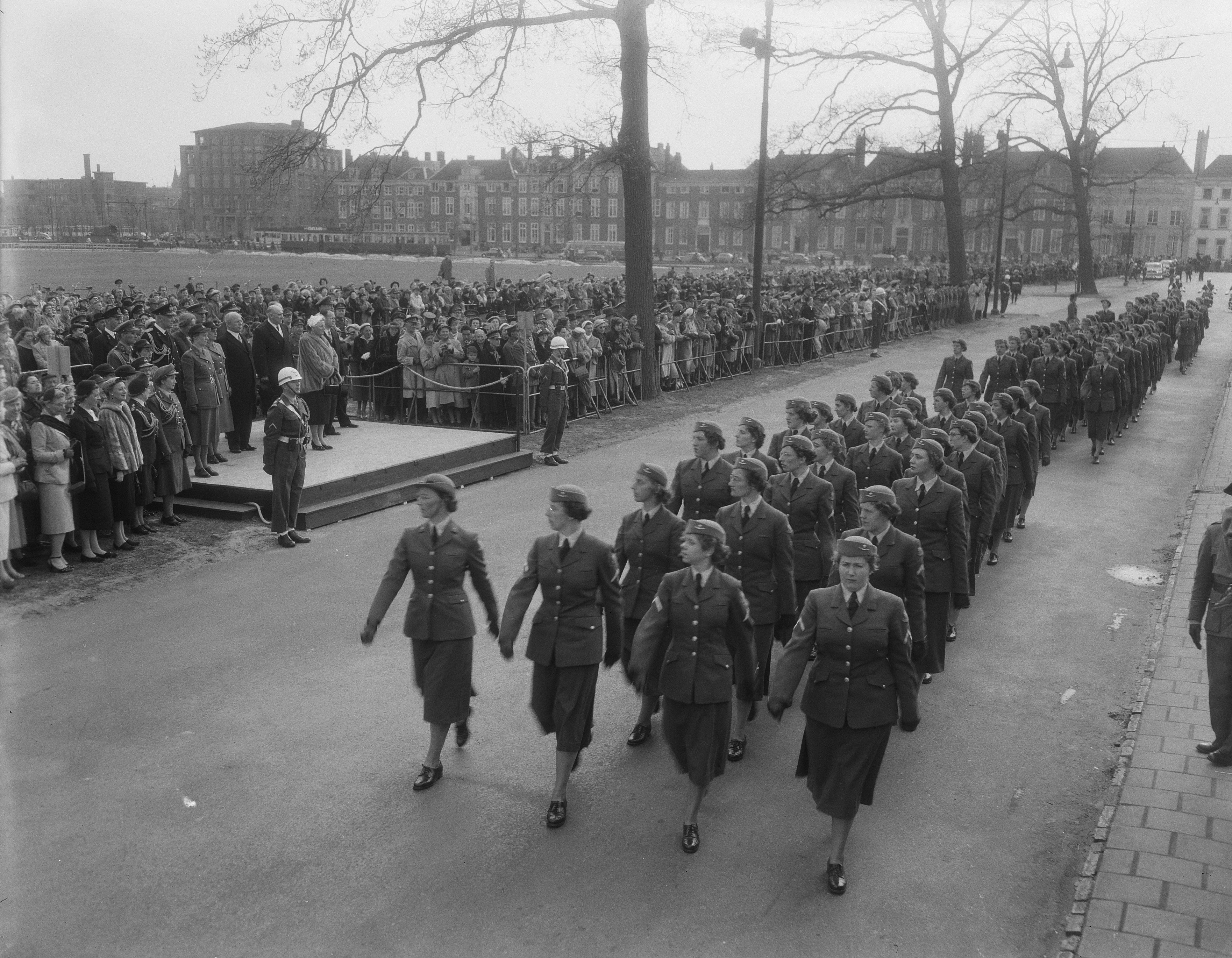
Het 10-jarig bestaan: Milva defile van de Koningin in Den Haag

Bij Koninklijk Besluit van 30 oktober 1951 werd het VHK opgeheven en werd de Militaire Vrouwen Afdeling (MILVA) opgericht. Daarbij werd tevens het in 1946 ontstane Nederlands Verpleegsterskorps der Landmacht (NVKL) opgeheven. Het personeel van de opgeheven korpsen kon per 1 juli 1952 op grond van overgangsbepalingen over naar de MILVA.
De MILVA bestond uit twee onderafdelingen namelijk de Onderafdeling Algemene Dienst en de Geneeskundige Dienst. Leden van de MILVA waren administratief ondergebracht bij het Korps, maar vervulden functies binnen de Koninklijke Landmacht, op internationale staven of bij inzet in VN-verband. Niet alle functies waren toegankelijk voor vrouwen; de inzet betrof functies op (hoger) administratief gebied (Militaire Administratie), binnen de luchtdoelartillerie, de verbindingsdienst, de logistiek en de geneeskundige dienst. Op grond van de individuele vooropleiding, voortgezette (militaire) scholing en interesse en vooral grote persoonlijke inzet konden specifieke functies binnen de KL worden bekleed.

## Verdrag van New York
Op 2 april 1971 trad het in 1953 gesloten verdrag betreffende de politieke rechten van de vrouw in werking. In Nederland werd dit verdrag in 1968 als Rijkswet ondertekend. In het najaar van 1972 begonnen de besprekingen over de toepassing van deze Wet binnen de krijgsmacht. Artikel 3 van het Verdrag bepaalt dat vrouwen gerechtigd zijn op gelijke voet met mannen een overheidsambt te bekleden. Voorts bepaalt het Verdrag dat vrouwen alle als gevolg van de nationale wetgeving ingestelde overheidsbetrekkingen zonder onderscheid mogen vervullen.
Voor Defensie werd dit vertaald in 'hef de vrouwenkorpsen op en integreer de vrouw in de krijgsmacht'. In 1978 werden vrouwelijke militairen voor het eerst toegelaten tot de opleidingsinstituten voor officieren en onderofficieren. Er werd een begin gemaakt met de geleidelijke afslanking van de MILVA door vrouwelijke militairen vanuit het Korps over te laten gaan naar de diverse wapens en dienstvakken van de KL. Na afloop van het laatste contract binnen de MlLVA werd het Korps als laatste militaire vrouwenkorps binnen de krijgsmacht per 1 januari 1982 opgeheven.

## Historische verzameling
De historische verzameling van de Militaire Vrouwen Afdeling is sinds 2014 ondergebracht bij de Historische Collectie van het Regiment Bevoorradings- & Transporttroepen in Soesterberg.